# Chunupí
Chunupí, jedna od skupina Vilela Indijanaca koji su u 18. stoljeću živjeli na obje strane rijeke Bermejo u argentinskom Chacu. Lozano ih je opisao kao miroljubive noga-Indijance. Godine 1757. s plemenima Sinipé i Malbalá, ujedinili su se u jedno pleme s oko 400 ljudi, koje pred kraj 18. stoljeća jedna španjolska ekspedicija nalazi na donjem toku Bermeja.
Skupine Yooc i Ocolé sa srednjeg toka Bermeja, navode se kao njihove dvije bande